# Lapinura
Lapinura is een geslacht van weekdieren uit de klasse van de Gastropoda (slakken).

## Soorten
- Lapinura aestus Ortea, Moro & Espinosa, 2017
- Lapinura divae (Ev. Marcus & Er. Marcus, 1963)
- Lapinura josemeloi Ortea, Moro & Espinosa, 2017